# Campionatul Mondial de Fotbal Feminin 2011
Campionatul Mondial de Fotbal Feminin 2011 a fost al șaselea turneu de Campionat Mondial de Fotbal Feminin. A avut loc între 26 iunie- 17 iulie 2011 în Germania, care a obținut drepturile de a organiza turneul în Octombrie 2007. Japonia a câștigat finala pe care a jucat-o împotriva Statelor Unite la penaltiuri după ce în timpul normal de joc scorul a fost de 2-2 și a devenit prima echipă din Asia, care a câștigat turneul.
Meciurile s-au jucat pe nouă stadioane din Germania, iar finala s-a jucat pe Commerzbank Arena în Frankfurt. Șaisprezece echipe au fost selectate pentru a participa printr-un turneu internațional de calificare, care a început în 2009. În prima fază a turneului echipele au fost repartizate în patru grupe a patru echipe, unde fiecare echipă a jucat cu fiecare, iar cele mai bine clasate două echipe au trecut în faza eliminatorie.

## Gazda

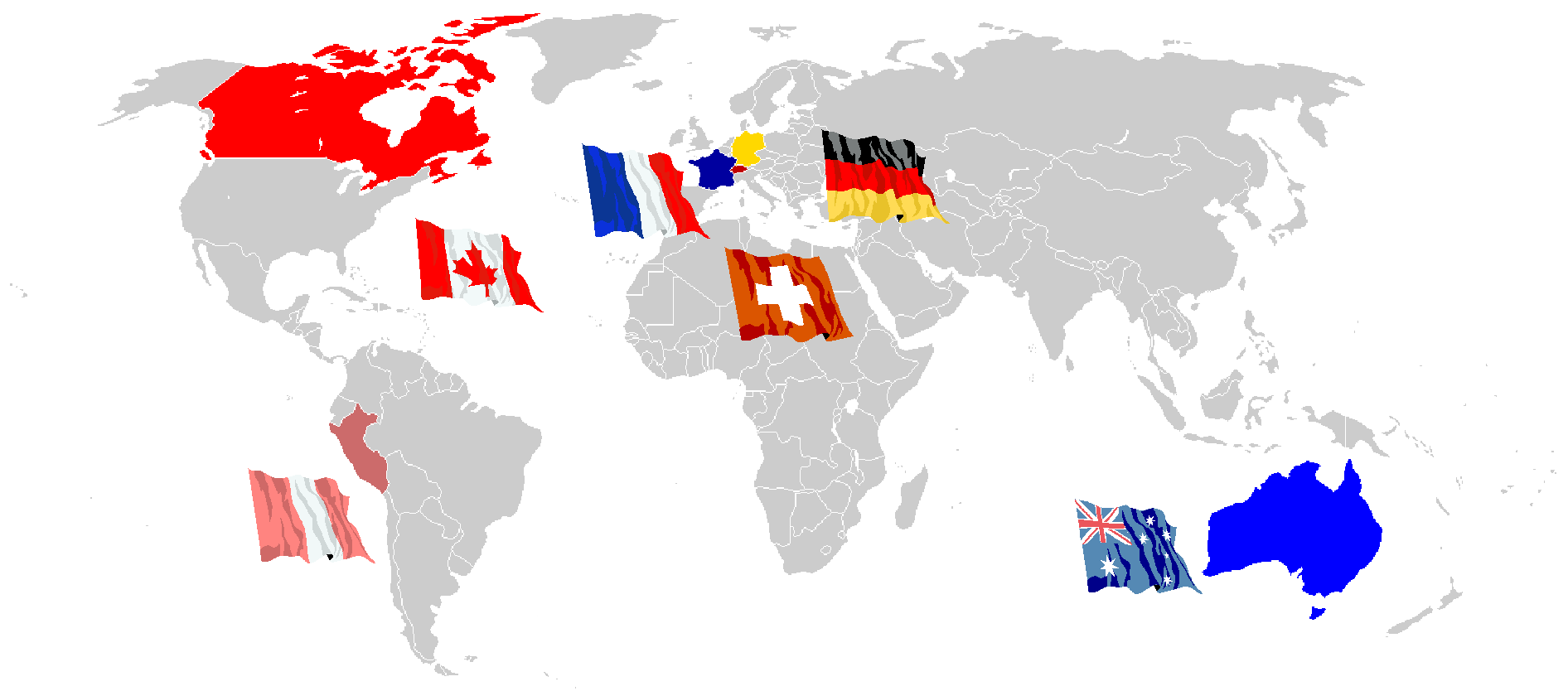
Cele șase candidate inițiale

Șase națiuni, Australia, Canada, Franța, Germania, Peru și Elveția, s-au declarat interesate de găzduirea Campionatul Mondial de Fotbal Feminin 2011. Asociația Germană de Fotbal și-a anunțat speranțele de găzduire a turneului pe 26 ianuarie 2006, în urma unui angajament făcut de cancelarul german Angela Merkel, care a declarat că sprijină pe deplin o potențială ofertă. Toate cele 6 națiuni și-au anunțat oficial interesul până la termenul limită de 1 martie 2007. Dosarele finală de licitație a trebuit să fie predat înainte de 1 august 2007. Elveția s-a retras pe 29 mai 2007, declarând că Europa se axează foarte mult pe Franța și Germania, și o a treia ofertă europeană a părut inutilă. La data de 27 august 2007, Franța, de asemenea, s-a retras, se pare, în schimbul sprijinului Germaniei pentru oferta acestora de a găzdui competiția masculină UEFA Euro 2016. Mai târziu Australia (12 octombrie 2007) și Peru (17 octombrie 2007) voluntar s-au retras de asemenea din cursă, lăsând numai pe Canada și Germania în competiția pentru organizarea turneului. Pe 30 decembrie 2007, Comitetul Executiv FIFA a votat pentru atribuirea turneului Germaniei. Canada eventual va organiza Campionatul Mondial de Fotbal Feminin 2015.

## Arene
După ce Asociația Germană de Fotbal (DFB) și-a exprimat dorința de a organiza Campionatul Mondial de Fotbal Feminin, 23 de orașe din Germania au depus cerere pentru a găzdui meciuri de la Cupa Mondială. Douăsprezece orașe au fost alese pentru dosarul de licitare oficial predat la FIFA în luna august 2007. Pe 30 septembrie 2008, comitetul executiv DFB a decis folosirea a nouă stadioane pentru turneu; candidatele inițiale Essen, Magdeburg și Bielefeld nu au fost alese ca gazde pentru turneu.
Meciul oficial de deschidere a fost între Germania și Canada pe Stadionul Olimpic din Berlin, gazda finalei de la turneul masculin din 2006; a fost singurul meci jucat în Berlin. Cu toate acestea, nu a fost primul meci al turneului, a fost precedat de un meci de pe Rhein-Neckar-Arena din Sinsheim între Franța și Nigeria. Finala turneului va avea loc pe Commerzbank-Arena în Frankfurt, stadionul unde a avut loc finala la masculin a Cupei Confederațiilor din 2005. Pe Borussia-Park din Mönchengladbach și Commerzbank-Arena din Frankfurt vor avea loc semifinalele. Play-off-ul pentru locul trei va avea loc pe Rhein-Neckar-Arena.
Din 2007, cinci stadioane au fost construite noi (Augsburg, Dresda și Sinsheim) sau remodelate (Bochum și Leverkusen). Șase stadioane vor găzdui meciuri pentru cluburi din Bundesliga în sezonul, care urmează 2011-2012 și alte trei stadione vor găzdui meciuri pentru cluburi din 2. Fußball-Bundesliga în același sezon. În comparație cu Campionatul Mondial de Fotbal Masculin 2006 au fost alese stadioane cu capacitate mult mai mică; șase stadioane au o capacitate de 20.000 - 30.000 de locuri. Toate orașele vor găzdui patru meciuri în afară de Berlin și Mönchengladbach; ultimul va găzdui trei meciuri. Capacitatea totală a celor nouă stadioane este de aproximativ 330.000 de locuri. Per total, aproximatix un milion de bilete vor fi disponibile.
Mai multe dintre stadioanele sunt oficial denumite simplu „Stadion al Campionatului Mondial de Fotbal”, deoarece FIFA interzice sponsorizarea stadioanelor cu excepția cazului în care sponsorii stadion sunt, de asemenea, sponsori oficiali ai turneului. Deoarece terasele unde se stă în picioare sunt interzise la turneele internaționale, toate stadioanele au o capacitate totală mai mică, comparativ cu un meci din Bundesliga. Datele despre capacitate sunt în concordanță cu cele date de FIFA:
| AugsburgBerlinBochumDresdaFrankfurtLeverkusenMönchengladbachSinsheimWolfsburgCampionatul Mondial de Fotbal Feminin 2011 (Germania) | AugsburgBerlinBochumDresdaFrankfurtLeverkusenMönchengladbachSinsheimWolfsburgCampionatul Mondial de Fotbal Feminin 2011 (Germania) | AugsburgBerlinBochumDresdaFrankfurtLeverkusenMönchengladbachSinsheimWolfsburgCampionatul Mondial de Fotbal Feminin 2011 (Germania) | Augsburg            | Berlin             | Bochum             |
| AugsburgBerlinBochumDresdaFrankfurtLeverkusenMönchengladbachSinsheimWolfsburgCampionatul Mondial de Fotbal Feminin 2011 (Germania) | AugsburgBerlinBochumDresdaFrankfurtLeverkusenMönchengladbachSinsheimWolfsburgCampionatul Mondial de Fotbal Feminin 2011 (Germania) | AugsburgBerlinBochumDresdaFrankfurtLeverkusenMönchengladbachSinsheimWolfsburgCampionatul Mondial de Fotbal Feminin 2011 (Germania) | Impuls Arena        | Stadionul Olimpic  | Ruhrstadion        |
| AugsburgBerlinBochumDresdaFrankfurtLeverkusenMönchengladbachSinsheimWolfsburgCampionatul Mondial de Fotbal Feminin 2011 (Germania) | AugsburgBerlinBochumDresdaFrankfurtLeverkusenMönchengladbachSinsheimWolfsburgCampionatul Mondial de Fotbal Feminin 2011 (Germania) | AugsburgBerlinBochumDresdaFrankfurtLeverkusenMönchengladbachSinsheimWolfsburgCampionatul Mondial de Fotbal Feminin 2011 (Germania) | Capacitate: 24.661  | Capacitate: 73.680 | Capacitate: 20.556 |
| AugsburgBerlinBochumDresdaFrankfurtLeverkusenMönchengladbachSinsheimWolfsburgCampionatul Mondial de Fotbal Feminin 2011 (Germania) | AugsburgBerlinBochumDresdaFrankfurtLeverkusenMönchengladbachSinsheimWolfsburgCampionatul Mondial de Fotbal Feminin 2011 (Germania) | AugsburgBerlinBochumDresdaFrankfurtLeverkusenMönchengladbachSinsheimWolfsburgCampionatul Mondial de Fotbal Feminin 2011 (Germania) |                     |                    |                    |
| AugsburgBerlinBochumDresdaFrankfurtLeverkusenMönchengladbachSinsheimWolfsburgCampionatul Mondial de Fotbal Feminin 2011 (Germania) | AugsburgBerlinBochumDresdaFrankfurtLeverkusenMönchengladbachSinsheimWolfsburgCampionatul Mondial de Fotbal Feminin 2011 (Germania) | AugsburgBerlinBochumDresdaFrankfurtLeverkusenMönchengladbachSinsheimWolfsburgCampionatul Mondial de Fotbal Feminin 2011 (Germania) | Dresda              | Frankfurt          | Leverkusen         |
| AugsburgBerlinBochumDresdaFrankfurtLeverkusenMönchengladbachSinsheimWolfsburgCampionatul Mondial de Fotbal Feminin 2011 (Germania) | AugsburgBerlinBochumDresdaFrankfurtLeverkusenMönchengladbachSinsheimWolfsburgCampionatul Mondial de Fotbal Feminin 2011 (Germania) | AugsburgBerlinBochumDresdaFrankfurtLeverkusenMönchengladbachSinsheimWolfsburgCampionatul Mondial de Fotbal Feminin 2011 (Germania) | Stadionul Glücksgas | Commerzbank-Arena  | BayArena           |
| AugsburgBerlinBochumDresdaFrankfurtLeverkusenMönchengladbachSinsheimWolfsburgCampionatul Mondial de Fotbal Feminin 2011 (Germania) | AugsburgBerlinBochumDresdaFrankfurtLeverkusenMönchengladbachSinsheimWolfsburgCampionatul Mondial de Fotbal Feminin 2011 (Germania) | AugsburgBerlinBochumDresdaFrankfurtLeverkusenMönchengladbachSinsheimWolfsburgCampionatul Mondial de Fotbal Feminin 2011 (Germania) | Capacitate: 25.582  | Capacitate: 48.837 | Capacitate: 29.708 |
| AugsburgBerlinBochumDresdaFrankfurtLeverkusenMönchengladbachSinsheimWolfsburgCampionatul Mondial de Fotbal Feminin 2011 (Germania) | AugsburgBerlinBochumDresdaFrankfurtLeverkusenMönchengladbachSinsheimWolfsburgCampionatul Mondial de Fotbal Feminin 2011 (Germania) | AugsburgBerlinBochumDresdaFrankfurtLeverkusenMönchengladbachSinsheimWolfsburgCampionatul Mondial de Fotbal Feminin 2011 (Germania) |                     |                    |                    |
| AugsburgBerlinBochumDresdaFrankfurtLeverkusenMönchengladbachSinsheimWolfsburgCampionatul Mondial de Fotbal Feminin 2011 (Germania) | AugsburgBerlinBochumDresdaFrankfurtLeverkusenMönchengladbachSinsheimWolfsburgCampionatul Mondial de Fotbal Feminin 2011 (Germania) | AugsburgBerlinBochumDresdaFrankfurtLeverkusenMönchengladbachSinsheimWolfsburgCampionatul Mondial de Fotbal Feminin 2011 (Germania) | Mönchengladbach     | Sinsheim           | Wolfsburg          |
| AugsburgBerlinBochumDresdaFrankfurtLeverkusenMönchengladbachSinsheimWolfsburgCampionatul Mondial de Fotbal Feminin 2011 (Germania) | AugsburgBerlinBochumDresdaFrankfurtLeverkusenMönchengladbachSinsheimWolfsburgCampionatul Mondial de Fotbal Feminin 2011 (Germania) | AugsburgBerlinBochumDresdaFrankfurtLeverkusenMönchengladbachSinsheimWolfsburgCampionatul Mondial de Fotbal Feminin 2011 (Germania) | Borussia-Park       | Rhein-Neckar-Arena | Volkswagen-Arena   |
| AugsburgBerlinBochumDresdaFrankfurtLeverkusenMönchengladbachSinsheimWolfsburgCampionatul Mondial de Fotbal Feminin 2011 (Germania) | AugsburgBerlinBochumDresdaFrankfurtLeverkusenMönchengladbachSinsheimWolfsburgCampionatul Mondial de Fotbal Feminin 2011 (Germania) | AugsburgBerlinBochumDresdaFrankfurtLeverkusenMönchengladbachSinsheimWolfsburgCampionatul Mondial de Fotbal Feminin 2011 (Germania) | Capacitate: 45.860  | Capacitate: 25.475 | Capacitate: 26.062 |
| AugsburgBerlinBochumDresdaFrankfurtLeverkusenMönchengladbachSinsheimWolfsburgCampionatul Mondial de Fotbal Feminin 2011 (Germania) | AugsburgBerlinBochumDresdaFrankfurtLeverkusenMönchengladbachSinsheimWolfsburgCampionatul Mondial de Fotbal Feminin 2011 (Germania) | AugsburgBerlinBochumDresdaFrankfurtLeverkusenMönchengladbachSinsheimWolfsburgCampionatul Mondial de Fotbal Feminin 2011 (Germania) |                     |                    |                    |

## Echipe și calificări

### Numărul echipelor participante
FIFA a examinat perspectiva de creștere a numărului de echipe de la 16 la 24, pentru a reflecta popularitatea în creștere la nivel mondial a fotbalului feminin și a Campionatului Mondial de Fotbal Feminin. Cu toate acestea, la 14 martie 2008, Comitetul Executiv FIFA a decis să păstreze numărul de participanți la 16, îngrijorată de faptul că mai multe echipe ar dilua calitatea meciurilor. Ideea de a avea 20 de echipe care iau parte, care a fost discutată pe scurt, a fost considerată imposibil de pus în aplicare în ceea ce privește planificarea meciurilor și logistică. În timpul Campionatului Mondial de Fotbal Feminin 2007, președintele FIFA, Sepp Blatter a militat pentru ideea de a mări numărul de echipe. În special, victoria cu 11-0 a Germaniei în fața Argentinei în meciul de deschidere a turneului din 2007 a provocat o dezbatere asupra faptului că  dacă existată 24 de echipe naționale la un nivel comparabil.

### Alocarea pe confederații
În octombrie 2008, Comitetul Executiv FIFA a anunțat o schimbare în alocarea locurilor pentru confederațiile continentale. Echipelor din Asia le-au fost garantate 3 locuri automate în loc de 2,5 pentru faza eliminatorie (deși, în 2007, națiunea gazdă a fost o echipă suplimentară din Asia). Europei i-a fost redusă alocarea de la 5 la 4,5 (deși efectiv i-a crescut la 5,5 datorită calificării automate a țării gazde). Cel de-al 16-lea loc, care permite calificare a fost distribuit printr-un meci de play-off între cea de-a treia echipă clasată în CONCACAF și o echipă câștigătoare a recalificărilor din Europa.

### Echipe calificate
Calificarea pentru turneu a avut loc între aprilie 2009 și noiembrie 2010. Ca națiune gazdă, Germania, a fost calificată automat, în timp ce echipele naționale rămase s-au calificat prin turneele preliminare organizare de confederațiile continentale ale acestora.
| AFC (3) - Australia - Japonia - Coreea de Nord CAF (2) - Guineea Ecuatorială - Nigeria CONCACAF (3) - Canada - Mexic - Statele Unite† | CONMEBOL (2) - Brazilia - Columbia OFC (1) - Noua Zeelandă UEFA (5) - Anglia - Franța - Germania (gazdă) - Norvegia - Suedia |  |

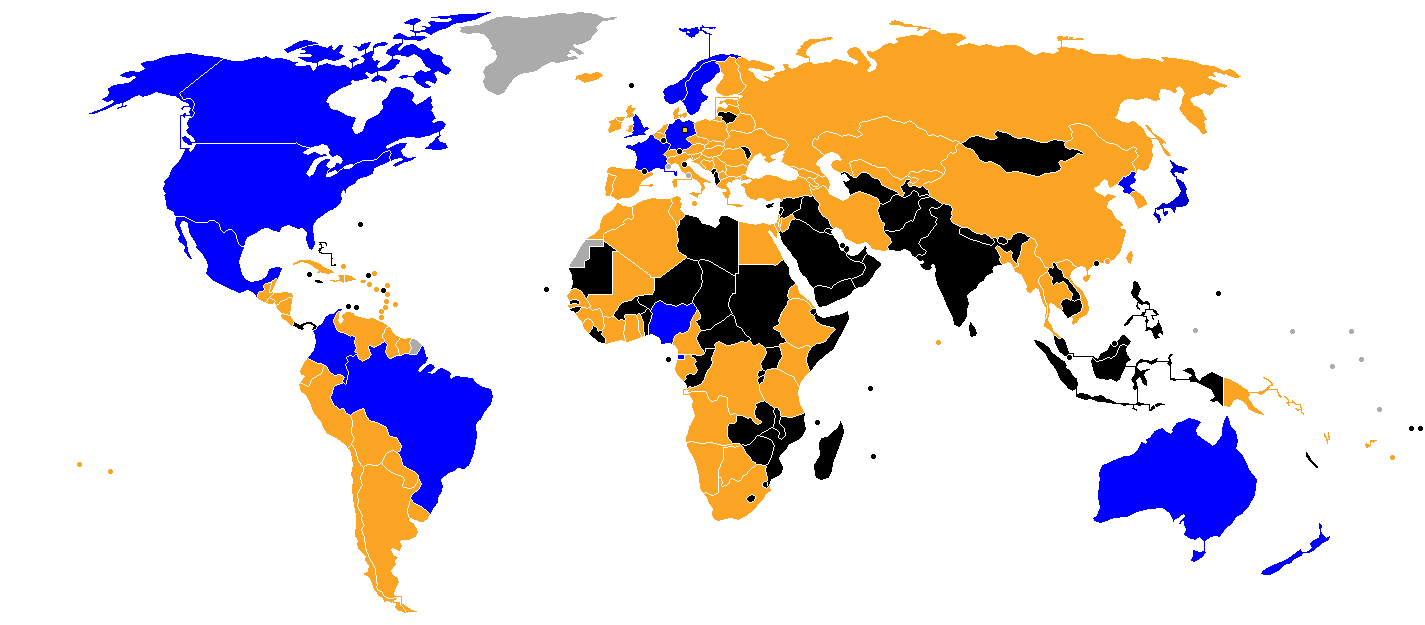
Țările calificate pentru Cupa Mondială
Țările care nu s-au calificat
Țări care nu au participat
Țări care nu sunt membre FIFA

† - calificată prin play-off împotriva Italiei

## Arbitri
Comitetul de Arbitraj al FIFA a ales 16 arbitrii pentru a oficia la Campionatul Mondial: trei din AFC, unul din CAF, doi din CONMEBOL, trei din CONCACAF, unul din OFC și șase de la UEFA. În plus, 32 de arbitrii asistenți și patru arbitrii de rezervă au fost aleși. Cel mai bătrân arbitru a fost suedezul, Jenny Palmquist, care avea 42 de ani, iar cel mai tânăr arbitru a fost Finau Vulvuli care avea 29 de ani și era din Fiji.

## Loturi
De la turneul din 2007 fiecare echipă de la Campionatul Mondial de Fotbal Feminin trebuie să conțină de 21 de jucători. Fiecare federație națională participantă trebuie să confirme lotul de 21 de jucătoare nu mai târziu de 10 zile lucrătoare înainte de începerea turneului. Înlocuirea unui jucător grav rănit este permisă numai cu 24 de ore înainte ca echipa în cauză să aibă primul joc la Cupa Mondială.

### Cazuri de doping
Pe 25 iunie 2011 mostra A a jucătoarei, Yineth Varón, portarul Columbiei a ieșit pozitiv la o substanță necunoscută încă. Ea a fost suspendată provizoriu de către FIFA, până când rezultatul probei B este cunoscut. De asemenea două jucătoare coreene au fost testate pozitiv la un test anti-doping.

## Tragerea la sorți
Comitetul Organizator a aprobat procedura de tragere la sorți pe 28 noiembrie 2010. Patru echipe: Germania, Japonia, Statele Unite, Brazilia au fost trase la sorți după Clasamentul mondial feminin după FIFA și realizările din trecut. Nu au fost două echipe din aceeași confederație într-o grupă în afară de Grupa A unde au fost două echipe din Europa.
| Urna 1                                                            | Urna 2                                      | Urna 3                                                   | Urna 4                              |
| ----------------------------------------------------------------- | ------------------------------------------- | -------------------------------------------------------- | ----------------------------------- |
| Germania (A1) · Japonia (B1) · Statele Unite (C1) · Brazilia (D1) | Australia · Coreea de Nord · Canada · Mexic | Nigeria · Guineea Ecuatorială · Noua Zeelandă · Columbia | Anglia · Franța · Suedia · Norvegia |

## Faza grupelor

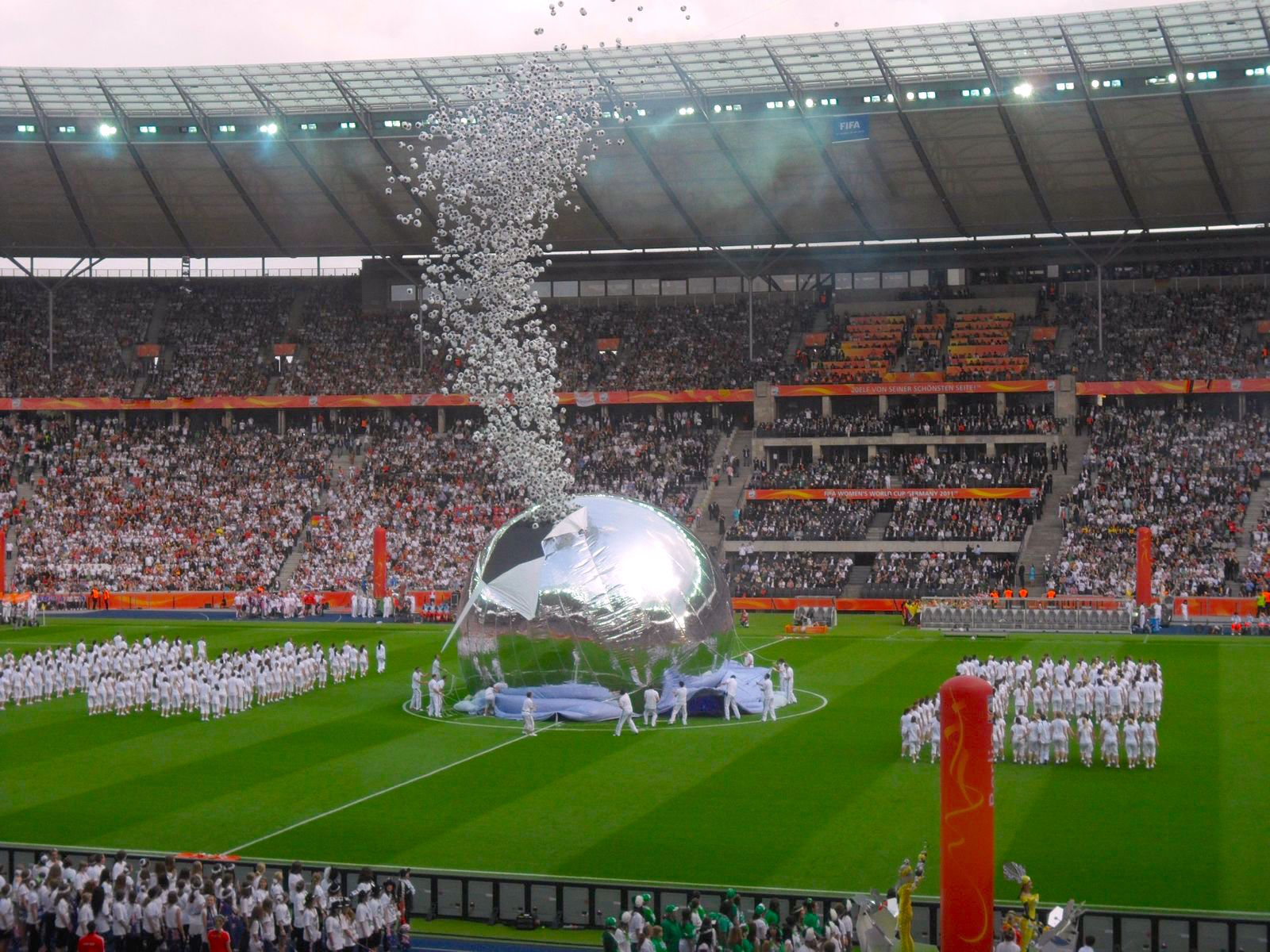
Ceremonia de deschidere de pe Stadionul Olimpic din Berlin înainte de Germania vs. Canada

În faza grupelor au fost 16 echipe împărțite în 4 grupe. Fiecare echipă din grupă a jucat cu fiecare. Echipele au primit trei puncte pentru victorie, unul pentru egal și niciunul pentru înfrângere. Prima și a doua clasată  echipă din grupă s-au calificat pentru sferturile de finală.
Programul turneului a fost publicat pe 20 martie 2009, cu gazda plasată în poziția A1. Spre deosebire de turneul feminin precedent turneul final al Cupei Mondiale, nu va avea două capuri de afiș, dar meciuri vor avea loc în aceeași zi în diferite locații. Comitetul Organizator a declarat că acesta este un semnal al creșterii calității fotbalului feminin. Toate orele sunt la fusul orar CEST  (UTC+2).
Criterii de departajare
1. Numărul mai mare de puncte după toate meciurile din grupă
2. Golaverajul după toate meciurile din grupă
3. Numărul mai mare de goluri marcate după toate meciurile din grupă
4. Numărul mai mare de puncte în meciurile dintre echipe
5. Golaverajul în meciurile dintre echipe
6. Numărul mai mare de goluri marcate în meciurile dintre echipe
7. Criteriul Fair play bazat pe numărul de cartonașe roșii și galbene primite
8. Tragerea la sorți de către Comitetul de organizare FIFA
| Legenda culorilor din tabel | Legenda culorilor din tabel                                            |
| --------------------------- | ---------------------------------------------------------------------- |
|                             | Câștigătoarele grupelor și locul doi avansează în sferturile de finală |

### Grupa A
| Echipa   | MJ | V | E | Î | GM | GP | DG | Pct. |
| -------- | -- | - | - | - | -- | -- | -- | ---- |
| Germania | 3  | 3 | 0 | 0 | 7  | 3  | +4 | 9    |
| Franța   | 3  | 2 | 0 | 1 | 7  | 4  | +3 | 6    |
| Nigeria  | 3  | 1 | 0 | 2 | 1  | 2  | −1 | 3    |
| Canada   | 3  | 0 | 0 | 3 | 1  | 7  | −6 | 0    |

| Nigeria | 0 – 1   | Franța    |
| ------- | ------- | --------- |
|         | Cronica | Delie 56' |

| Germania                            | 2 – 1   | Canada       |
| ----------------------------------- | ------- | ------------ |
| Garefrekes 10' Okoyino da Mbabi 42' | Cronica | Sinclair 82' |

| Canada | 0 – 4   | Franța                               |
| ------ | ------- | ------------------------------------ |
|        | Cronica | Thiney 24', 60' Abily 66' Thomis 83' |

| Germania    | 1 – 0   | Nigeria |
| ----------- | ------- | ------- |
| Laudehr 54' | Cronica |         |

| Franța                | 2 – 4   | Germania                                                   |
| --------------------- | ------- | ---------------------------------------------------------- |
| Delie 56' Georges 72' | Cronica | Garefrekes 25' Grings 32', 68' (pen.) Okoyino da Mbabi 88' |

| Canada | 0 – 1   | Nigeria     |
| ------ | ------- | ----------- |
|        | Cronica | Nkwocha 84' |

### Grupa B
| Echipa        | MJ | V | E | Î | GM | GP | DG | Pct. |
| ------------- | -- | - | - | - | -- | -- | -- | ---- |
| Anglia        | 3  | 2 | 1 | 0 | 5  | 2  | +3 | 7    |
| Japonia       | 3  | 2 | 0 | 1 | 6  | 3  | +3 | 6    |
| Mexic         | 3  | 0 | 2 | 1 | 3  | 7  | −4 | 2    |
| Noua Zeelandă | 3  | 0 | 1 | 2 | 4  | 6  | −2 | 1    |

| Japonia                | 2 – 1   | Noua Zeelandă |
| ---------------------- | ------- | ------------- |
| Nagasato 6' Miyama 68' | Cronica | Hearn 12'     |

| Mexic      | 1 – 1   | Anglia       |
| ---------- | ------- | ------------ |
| Ocampo 33' | Cronica | Williams 21' |

| Japonia                     | 4 – 0   | Mexic |
| --------------------------- | ------- | ----- |
| Sawa 13', 39', 80' Ohno 15' | Cronica |       |

| Noua Zeelandă | 1 – 2   | Anglia                  |
| ------------- | ------- | ----------------------- |
| Gregorius 18' | Cronica | J. Scott 63' Clarke 81' |

| Anglia                  | 2 – 0   | Japonia |
| ----------------------- | ------- | ------- |
| E. White 15' Yankey 66' | Cronica |         |

| Noua Zeelandă             | 2 – 2   | Mexic                  |
| ------------------------- | ------- | ---------------------- |
| Smith 90' Wilkinson 90+4' | Cronica | Mayor 2' Domínguez 29' |

### Grupa C
| Echipa         | MJ | V | E | Î | GM | GP | DG | Pct. |
| -------------- | -- | - | - | - | -- | -- | -- | ---- |
| Suedia         | 3  | 3 | 0 | 0 | 4  | 1  | +3 | 9    |
| Statele Unite  | 3  | 2 | 0 | 1 | 6  | 2  | +4 | 6    |
| Coreea de Nord | 3  | 0 | 1 | 2 | 0  | 3  | −3 | 1    |
| Columbia       | 3  | 0 | 1 | 2 | 0  | 4  | −4 | 1    |

| Columbia | 0 – 1   | Suedia        |
| -------- | ------- | ------------- |
|          | Cronica | Landström 57' |

| Statele Unite          | 2 – 0   | Coreea de Nord |
| ---------------------- | ------- | -------------- |
| Cheney 54' Buehler 76' | Cronica |                |

| Coreea de Nord | 0 – 1   | Suedia        |
| -------------- | ------- | ------------- |
|                | Cronica | Dahlkvist 64' |

| Statele Unite                      | 3 – 0   | Columbia |
| ---------------------------------- | ------- | -------- |
| O'Reilly 12' Rapinoe 50' Lloyd 57' | Cronica |          |

| Suedia                           | 2 – 1   | Statele Unite |
| -------------------------------- | ------- | ------------- |
| Dahlkvist 16' (pen.) Fischer 35' | Cronica | Wambach 67'   |

| Coreea de Nord | 0 – 0   | Columbia |
| -------------- | ------- | -------- |
|                | Cronica |          |

### Grupa D
| Echipa              | MJ | V | E | Î | GM | GP | DG | Pct. |
| ------------------- | -- | - | - | - | -- | -- | -- | ---- |
| Brazilia            | 3  | 3 | 0 | 0 | 7  | 0  | +7 | 9    |
| Australia           | 3  | 2 | 0 | 1 | 5  | 4  | +1 | 6    |
| Norvegia            | 3  | 1 | 0 | 2 | 2  | 5  | −3 | 3    |
| Guineea Ecuatorială | 3  | 0 | 0 | 3 | 2  | 7  | −5 | 0    |

| Norvegia  | 1 – 0   | Guineea Ecuatorială |
| --------- | ------- | ------------------- |
| Haavi 84' | Cronica |                     |

| Brazilia   | 1 – 0   | Australia |
| ---------- | ------- | --------- |
| Rosana 54' | Cronica |           |

| Australia                             | 3 – 2   | Guineea Ecuatorială |
| ------------------------------------- | ------- | ------------------- |
| Khamis 8' van Egmond 48' De Vanna 51' | Cronica | Añonma 21', 83'     |

| Brazilia                  | 3 – 0   | Norvegia |
| ------------------------- | ------- | -------- |
| Marta 22', 48' Rosana 46' | Cronica |          |

| Guineea Ecuatorială | 0 – 3   | Brazilia                              |
| ------------------- | ------- | ------------------------------------- |
|                     | Cronica | Érika 49' Cristiane 54', 90+3' (pen.) |

| Australia      | 2 – 1   | Norvegia     |
| -------------- | ------- | ------------ |
| Simon 57', 87' | Cronica | Thorsnes 56' |

## Faza eliminatorie
Faza eliminatorie este compusă din cele opt echipe care au trecut de faza grupelor. Există trei runde de meciuri, cu fiecare rundă eliminându-se jumătate din echipele participante. Rundele succesive sunt: sferturile de finală, semifinalele și finala. De asemenea există un play-off prin care se decide locul trei și patru. Fiecare meci din faza eliminatorie, care se termină egal după 90 de minute este urmat de 30 de minute de prelungiri; dacă scorul este încă egal atunci se execută loviturile de la 11m.
|  | Sferturi de finală   | Sferturi de finală         |                      |        | Semifinale  | Semifinale  |  |  | Finala              | Finala |
|  |                      |                            |                      |        |             |             |  |  |                     |        |
|  | 9 iulie — Wolfsburg  |                            |                      |        |             |             |  |  |                     |        |
|  |                      |                            |                      |        |             |             |  |  |                     |        |
|  | Germania             | 0                          |                      |        |             |             |  |  |                     |        |
|  | Germania             | 0                          | 13 iulie — Frankfurt |        |             |             |  |  |                     |        |
|  | Japonia (a.e.t.)     | 1                          |                      |        |             |             |  |  |                     |        |
|  | Japonia (a.e.t.)     | 1                          | Japonia              | 3      |             |             |  |  |                     |        |
|  | 10 iulie — Augsburg  |                            | Japonia              | 3      |             |             |  |  |                     |        |
|  |                      | Suedia                     | 1                    |        |             |             |  |  |                     |        |
|  | Suedia               | Suedia                     | 1                    | 3      |             |             |  |  |                     |        |
|  | Suedia               |                            | 17 iulie — Frankfurt | 3      |             |             |  |  |                     |        |
|  | Australia            | 1                          |                      |        |             |             |  |  |                     |        |
|  | Australia            | 1                          | Japonia              | 2 (3)  |             |             |  |  |                     |        |
|  | 9 iulie — Leverkusen |                            | Japonia              | 2 (3)  |             |             |  |  |                     |        |
|  |                      | Statele Unite              | 2 (1)                |        |             |             |  |  |                     |        |
|  | Anglia               | Statele Unite              | 2 (1)                | 1 (3)  |             |             |  |  |                     |        |
|  | Anglia               | 13 iulie — Mönchengladbach |                      | 1 (3)  |             |             |  |  |                     |        |
|  | Franța (pen.)        | 1 (4)                      |                      |        |             |             |  |  |                     |        |
|  | Franța (pen.)        | 1 (4)                      | Franța               | 1      | Finala mică | Finala mică |  |  |                     |        |
|  | 10 iulie — Dresda    |                            | Franța               | 1      | Finala mică | Finala mică |  |  |                     |        |
|  |                      | Statele Unite              | 3                    |        |             |             |  |  |                     |        |
|  | Brazilia             | Statele Unite              | 3                    | 2 (3)  | Suedia      | 2           |  |  |                     |        |
|  | Brazilia             |                            |                      | 2 (3)  | Suedia      | 2           |  |  |                     |        |
|  | Statele Unite        | 2 (5)                      |                      | Franța | 1           |             |  |  |                     |        |
|  | Statele Unite        | 2 (5)                      |                      |        | 1           |             |  |  |                     |        |
|  |                      |                            |                      |        |             |             |  |  | 16 iulie — Sinsheim |        |
|  |                      |                            |                      |        |             |             |  |  |                     |        |

### Sferturile de finală
| Anglia                                     | 1 – 1 (d.p.) | Franța                                             |
| ------------------------------------------ | ------------ | -------------------------------------------------- |
| J. Scott 59'                               | Cronica      | Bussaglia 88'                                      |
| Smith · Carney · Stoney · Rafferty · White | 3 – 4        | Abily · Bussaglia · Thiney · Bompastor · Le Sommer |

| Germania | 0 – 1   | Japonia       |
| -------- | ------- | ------------- |
|          | Cronica | Maruyama 108' |

| Suedia                                | 3 – 1   | Australia |
| ------------------------------------- | ------- | --------- |
| Sjögran 10' Dahlkvist 16' Schelin 52' | Cronica | Perry 40' |

| Brazilia                                | 2 – 2 (d.p.) | Statele Unite                              |
| --------------------------------------- | ------------ | ------------------------------------------ |
| Marta 68' (pen.), 92'                   | Cronica      | Daiane 2' (o.g.) Wambach 120+2'            |
| Cristiane · Marta · Daiane · Francielle | 3 – 5        | Boxx · Lloyd · Wambach · Rapinoe · Krieger |

### Semifinale
| Franța        | 1 – 3   | Statele Unite                    |
| ------------- | ------- | -------------------------------- |
| Bompastor 55' | Cronica | Cheney 9' Wambach 79' Morgan 82' |

| Japonia                    | 3 – 1   | Suedia     |
| -------------------------- | ------- | ---------- |
| Kawasumi 19', 64' Sawa 60' | Cronica | Öqvist 10' |

### Finala mică
| Suedia                      | 2 – 1   | Franța     |
| --------------------------- | ------- | ---------- |
| Schelin 29' Hammarström 82' | Cronica | Thomis 56' |

### Finala
| Japonia                                 | 2 – 2 (d.p.) | Statele Unite                  |
| --------------------------------------- | ------------ | ------------------------------ |
| Miyama 81' Sawa 117'                    | Cronica      | Morgan 69' Wambach 104'        |
| Miyama · Nagasato · Sakaguchi · Kumagai | 3 – 1        | Boxx · Lloyd · Heath · Wambach |

## Premii
Următoarele premii au fost date la finalul turneului.

### Cel mai bun jucător (Balonul de Aur)
| Balonul de Aur | Balonul de Argint | Balonul de Bronz |
| -------------- | ----------------- | ---------------- |
| Homare Sawa    | Abby Wambach      | Hope Solo        |

### Cel mai bun marcator (Gheata de Aur)
| Gheata de Aur | Gheata de Argint | Gheata de Bronz |
| ------------- | ---------------- | --------------- |
| Homare Sawa   | Marta            | Abby Wambach    |

### Alte premii
| Cel mai bun portar | Cea mai bună tânără jucătoare | Trofeul FIFA Fair Play |
| ------------------ | ----------------------------- | ---------------------- |
| Hope Solo          | Caitlin Foord                 | Japonia                |

### Echipa All-Star
| Portari                 | Fundași                                                                              | Mijlocași | Atacanți                         |
| ----------------------- | ------------------------------------------------------------------------------------ | --- | -------------------------------- |
| Ayumi Kaihori Hope Solo | Elise Kellond-Knight Érika Alex Scott Sonia Bompastor Laura Georges Saskia Bartusiak | Jill Scott Genoveva Añonma Louisa Necib Aya Miyama Shinobu Ohno Homare Sawa Kerstin Garefrekes Caroline Seger Shannon Boxx Lauren Cheney | Marta Lotta Schelin Abby Wambach |

## Marcatoare
5 goluri
- Homare Sawa

4 goluri
- Marta
- Abby Wambach

3 goluri
- Lisa Dahlkvist

2 goluri
| - Kyah Simon - Cristiane - Rosana - Jill Scott - Genoveva Añonma - Marie-Laure Delie | - Gaëtane Thiney - Élodie Thomis - Kerstin Garefrekes - Inka Grings - Célia Okoyino da Mbabi | - Nahomi Kawasumi - Aya Miyama - Lotta Schelin - Lauren Cheney - Alex Morgan |

1 gol
| - Lisa De Vanna - Leena Khamis - Ellyse Perry - Emily van Egmond - Érika - Christine Sinclair - Jessica Clarke - Ellen White - Fara Williams - Rachel Yankey - Camille Abily - Sonia Bompastor - Élise Bussaglia | - Laura Georges - Simone Laudehr - Karina Maruyama - Yūki Nagasato - Shinobu Ohno - Maribel Domínguez - Stephany Mayor - Mónica Ocampo - Sarah Gregorius - Amber Hearn - Rebecca Smith - Hannah Wilkinson | - Perpetua Nkwocha - Emilie Haavi - Elise Thorsnes - Nilla Fischer - Marie Hammarström - Jessica Landström - Josefine Öqvist - Therese Sjögran - Rachel Buehler - Carli Lloyd - Heather O'Reilly - Megan Rapinoe |

Autogol
- Daiane (pentru Statele Unite)